# Rocznik Elbląski
Rocznik Elbląski – rocznik ukazujący się od 1961 roku w Elblągu. Wydawcą jest Polskie Towarzystwo Historyczne oddział w Elblągu i Biblioteka Elbląska im. C. Norwida. Publikowane są w nim artykuły naukowe, recenzje, materiały dotyczące historii regionu elbląskiego. Pierwszym redaktorem naczelnym był Marian Biskup, obecnie jest nim Andrzej Groth. 